# Шумило, Никита Михеевич
Никита Михеевич Шумило (28 мая 1903, Михайловцы, Российская империя — 5 марта 1982, Киев, УССР, СССР) — советский прозаик и сценарист.

## Биография
Родился 28 мая 1903 года в Михайловцах в семье крестьян. В 1922 году поступил в Черкасский педагогический техникум, который он окончил в 1925 году. В 1929 году поступил на философский факультет Харьковского педагогического института, который он окончил в 1933 году. Работал в средних школах учителем украинского языка и украинской литературы. В 1933 году поступил на сценарный факультет ВГИКа, который он окончил в 1938 году. В качестве прозаика сотрудничал со следующими изданиями: Литературная газета, Отчизна, Смена и т.п… В 1941 году был мобилизован в армию в связи с началом ВОВ и направлен на фронт, и прошёл всю войну. После демобилизации продолжил литературную и сценарную деятельность.
Скончался 5 марта 1982 года в Киеве. Похоронен на Байковом кладбище.

## Фильмография

### Сценарист
- 1941 — Прокурор
- 1959 — Если любишь